# 69. Golden Globe-gála
A 69. Golden Globe-díj-átadó megrendezésére 2012. január 15-én, vasárnap került sor; az NBC televíziós csatorna élőben közvetítette.  A 2011-ben mozikba, vagy képernyőkre került amerikai filmeket, illetve televíziós sorozatokat díjazó rendezvényt a kaliforniai Beverly Hillsben a Beverly Hilton Hotelben tartották. A házigazda Ricky Gervais volt. Az ez évi ceremónia zenéjét az X Japan zenekar vezetője, Yoshiki szerezte.
A jelöltek listáját Woody Harrelson, Sofía Vergara, Gerard Butler és Rashida Jones kihirdette ki 2011. december 15-én.
Többszörös díjnyertes lett a mozifilmek közül a The Artist – A némafilmes (6 jelölésből 3 díj), valamint az Utódok (5 jelölésből 2 díj), a televíziós sorozatok közül pedig a Homeland – A belső ellenség (3 jelölésből 2 díj). két díjjal lettek elismerve.

## Jelölések és díjak

### Filmek
A nyertesek a táblázat első sorában, félkövérrel vannak jelölve.
| Legjobb filmes díjak | Legjobb filmes díjak |
| Legjobb filmdráma | Legjobb vígjáték vagy zenés film |
| --- | --- |
| - Utódok - A segítség - A leleményes Hugo - A hatalom árnyékában - Pénzcsináló - Hadak útján                                                                                                  | - The Artist – A némafilmes - Fifti-fifti - Koszorúslányok - Éjfélkor Párizsban - Egy hét Marilynnel |
| Legjobb filmes alakítások (filmdráma) | |
| Színész | Színésznő |
| - George Clooney – Utódok - Leonardo DiCaprio – J. Edgar - Michael Fassbender – A szégyentelen - Ryan Gosling – A hatalom árnyékában - Brad Pitt – Pénzcsináló                                | - Meryl Streep – A Vaslady - Glenn Close – Albert Nobbs - Viola Davis – A segítség - Rooney Mara – A tetovált lány - Tilda Swinton – Beszélnünk kell Kevinről |
| Legjobb filmes alakítások (vígjáték vagy zenés film) | |
| Színész | Színésznő |
| - Jean Dujardin – The Artist – A némafilmes - Brendan Gleeson – A guardista - Joseph Gordon-Levitt – Fifti-fifti - Ryan Gosling – Őrült, dilis, szerelem - Owen Wilson – Éjfélkor Párizsban   | - Michelle Williams – Egy hét Marilynnel - Jodie Foster – Az öldöklés istene - Charlize Theron – Pszichoszingli - Kristen Wiig – Koszorúslányok - Kate Winslet – Az öldöklés istene |
| Legjobb mellékszereplők (filmdráma, vígjáték vagy zenés film) | |
| Színész | Színésznő |
| - Christopher Plummer – Kezdők - Kenneth Branagh – Egy hét Marilynnel - Albert Brooks – Drive – Gázt! - Jonah Hill – Pénzcsináló - Viggo Mortensen – Veszélyes vágy                           | - Octavia Spencer – A segítség - Berenice Bejo – The Artist – A némafilmes - Jessica Chastain – A segítség - Janet McTeer – Albert Nobbs - Shailene Woodley – Utódok |
| Egyéb | |
| Legjobb rendező | Legjobb forgatókönyv |
| - Martin Scorsese – A leleményes Hugo - Woody Allen – Éjfélkor Párizsban - George Clooney – A hatalom árnyékában - Michel Hazanavicius – The Artist – A némafilmes - Alexander Payne – Utódok | - Éjfélkor Párizsban – Woody Allen - The Artist – A némafilmes – Michel Hazanavicius - Utódok – Nat Faxon, Alexander Payne, Jim Rash - A hatalom árnyékában – George Clooney, Grant Heslov, Beau Willimon - Pénzcsináló – Stan Chervin, Aaron Sorkin, Steven Zaillian |
| Legjobb eredeti filmzene | Legjobb eredeti filmbetétdal |
| - The Artist – A némafilmes – Ludovic Bource - W.E. – Abel Korzeniowski - A tetovált lány – Trent Reznor és Atticus Ross - A leleményes Hugo – Howard Shore - Hadak útján – John Williams     | - W.E. - Országomat egy nőért – „Masterpiece” (Madonna, Julie Frost és Jimmy Harry) - Gnómeó és Júlia – „Hello Hello” (Elton John, Bernie Taupin) - Géppisztolyos prédikátor – „The Keeper” (Chris Cornell) - Albert Nobbs – „Lay Your Head Down” (Brian Byrne és Glenn Close) - A segítség – „The Living Proof” (Thomas Newman, Mary J. Blige & Harvey Mason, Jr., Mason Blige & Damon Thomas) |
| Legjobb animációs film | Legjobb idegen nyelvű film |
| - Tintin kalandjai - Karácsony Artúr - Verdák 2. - Csizmás, a kandúr - Rango | - Nader és Simin – Egy elválás története – Irán (perzsa) - Csin ling si szan csaj (金陵十三钗, Jin líng shí san chai) – Kína (kínaiul) - A vér és méz földje – USA (bosnyákul)/(szerbül) - Srác a biciklivel – Belgium (franciául) - A bőr, amelyben élek – Spanyolország (spanyolul) |

### Televíziós alkotások
A nyertesek a táblázat első sorában, félkövérrel vannak jelölve. Az előző évben nyertes televíziós sorozatokra a „ ♕ ” jel emlékeztet.
| Legjobb televíziós sorozatok | Legjobb televíziós sorozatok |
| Filmdráma | Vígjáték vagy zenés film |
| --- | --- |
| - Homeland – A belső ellenség - Amerikai Horror Story - Boardwalk Empire – Gengszterkorzó ♕ - Boss - Trónok harca                                                                   | - Modern család - Megvilágosultam - Sikersorozat - Glee – Sztárok leszünk! ♕ - Új csaj |
| Minisorozat vagy tévéfilm | |
| - Downtown Abbey - Cinéma vérité - The Hour - Mildred Pierce - Válság a Wall Streeten                                                                                               | |
| Legjobb alakítás televíziós sorozatban (filmdráma) | |
| Színész | Színésznő |
| - Kelsey Grammer – Boss - Steve Buscemi – Boardwalk Empire – Gengszterkorzó ♕ - Bryan Cranston – Totál szívás - Jeremy Irons – Borgiák - Damian Lewis – Homeland – A belső ellenség | - Claire Danes – Homeland – A belső ellenség - Mireille Enos – Gyilkosság - Julianna Margulies – A férjem védelmében - Madeleine Stowe – Bosszú - Callie Thorne – Doktor D                        |
| Legjobb alakítás televíziós sorozatban (vígjáték vagy zenés film) | |
| Színész | Színésznő |
| - Matt LeBlanc – Sikersorozat - Alec Baldwin – A stúdió - David Duchovny – Kaliforgia - Johnny Galecki – Agymenők - Thomas Jane – Hung – Neki áll a zászló                          | - Laura Dern – Megvilágosultam - Zooey Deschanel – Új csaj - Tina Fey – A stúdió - Laura Linney – Cathy! Bajban nagy! ♕ - Amy Poehler – Városfejlesztési osztály                                  |
| Legjobb alakítás minisorozatban vagy tévéfilmben | |
| Színész | Színésznő |
| - Idris Elba – Luther - Hugh Bonneville – Downtown Abbey - William Hurt – Válság a Wall Streeten - Bill Nighy – Nyolcadik oldal - Dominic West – The Hour                           | - Kate Winslet – Mildred Pierce - Romola Garai – The Hour - Diane Lane – Cinéma vérité - Elizabeth McGovern – Downtown Abbey - Emily Watson – Felelős felnőtt                                     |
| Legjobb mellékszereplő televíziós sorozatban, minisorozatban vagy tévéfilmben | |
| Mellékszereplő színész | Mellékszereplő színésznő |
| - Peter Dinklage – Trónok harca - Paul Giamatti – Válság a Wall Streeten - Guy Pearce – Mildred Pierce - Tim Robbins – Cinéma vérité - Eric Stonestreet – Modern család             | - Jessica Lange – Amerikai Horror Story - Kelly MacDonald – Boardwalk Empire – Gengszterkorzó - Maggie Smith – Downtown Abbey - Sofía Vergara – Modern család - Evan Rachel Wood – Mildred Pierce |

## Különdíjak

### Cecil B. DeMille-életműdíj
- Morgan Freeman

### Miss/Mr. Golden Globe
- Rainey Qualley [5]

## Többszörös jelölések és elismerések
Mozifilmek
| Jelölés | Díj | Cím                       |
| ------- | --- | ------------------------- |
| 6       | 3   | The Artist – A némafilmes |
| 5       | 2   | Utódok                    |
| 4       | 0   | A hatalom árnyékában      |
| 5       | 0   | A segítség                |
| 4       | 0   | Éjfélkor Párizsban        |
| 4       | 0   | Pénzcsináló               |
| 3       | 0   | Albert Nobbs              |
| 3       | 0   | A leleményes Hugo         |
| 3       | 0   | Egy hét Marilynnel        |
| 2       | 0   | Az öldöklés istene        |
| 2       | 0   | A tetovált lány           |
| 2       | 0   | Fifti-fifti               |
| 2       | 0   | Hadak útján               |
| 2       | 0   | Koszorúslányok            |
| 2       | 0   | W.E.                      |

Televíziós filmek
| Jelölés | Díj | Cím                               |
| ------- | --- | --------------------------------- |
| 4       | 0   | Downtown Abbey                    |
| 4       | 0   | Mildred Pierce                    |
| 3       | 2   | Homeland – A belső ellenség       |
| 3       | 0   | Boardwalk Empire – Gengszterkorzó |
| 3       | 0   | Cinéma vérité                     |
| 3       | 0   | Modern család                     |
| 3       | 0   | The Hour                          |
| 3       | 0   | Válság a Wall Streeten            |
| 2       | 0   | Amerikai Horror Story             |
| 2       | 0   | A stúdió                          |
| 2       | 0   | Boss                              |
| 2       | 0   | Megvilágosultam                   |
| 2       | 0   | Új csaj                           |
| 2       | 0   | Sikersorozat                      |
| 2       | 0   | Trónok harca                      |

Személyek
| Jelölés | Díj | Név                 |
| ------- | --- | ------------------- |
| 3       | 1   | George Clooney      |
| 3       | 0   | Alexander Payne     |
| 2       | 1   | Woody Allen         |
| 2       | 1   | Steven Spielberg    |
| 2       | 1   | Kate Winslet        |
| 2       | 0   | Glenn Close         |
| 2       | 0   | Ryan Gosling        |
| 2       | 0   | Michel Hazanavicius |

## Díjátadó személyek
A jelöltek ismertetésében és a díjak átadásában az alábbi hírességek vettek részt.
- Jessica Alba és Channing Tatum – legjobb animációs film
- Antonio Banderas és Salma Hayek – legjobb televíziós sorozat (musical vagy vígjáték)
- Kate Beckinsale és Seth Rogen – legjobb színésznő (komédia vagy musical)
- Jessica Biel és Mark Wahlberg – legjobb színész (komédia vagy musical)
- Emily Blunt – Koszorúslányok
- Pierce Brosnan
- Gerard Butler és Mila Kunis – legjobb férfi mellékszereplő
- George Clooney – Pénzcsináló
- Bradley Cooper – legjobb női mellékszereplő
- Meltem Cumbul
- Johnny Depp – A leleményes Hugo
- Robert Downey Jr. – The Artist – A némafilmes
- Jimmy Fallon és Adam Levine – legjobb eredeti betétdal, valamint legjobb eredeti filmzene
- Tina Fey és Jane Lynch – legjobb színész, televíziós sorozat (musical vagy vígjáték)
- Colin Firth – legjobb színésznő (dráma)
- Jane Fonda – legjobb komédia vagy musical
- Harrison Ford – legjobb drámai film
- Sarah Michelle Gellar és Piper Perabo – legjobb mellékszereplő színész (televíziós sorozat, televíziós minisorozat vagy tévéfilm)
- Jake Gyllenhaal – Egy hét Marilynnel
- Dustin Hoffman – legjobb színésznő, televíziós sorozat (dráma)
- Felicity Huffman és William H. Macy – legjobb mellékszereplő színésznő (televíziós sorozat, televíziós minisorozat vagy tévéfilm)
- Angelina Jolie – legjobb rendező
- Nicole Kidman és Clive Owen – legjobb forgatókönyv
- Ashton Kutcher és Elle Macpherson – legjobb színésznő, televíziós sorozat (musical vagy vígjáték)
- Queen Latifah – A segítség
- Rob Lowe és Julianne Moore – Miss Golden Globe, legjobb mellékszereplő színész (televíziós sorozat, televíziós minisorozat vagy tévéfilm), valamint legjobb televíziós minisorozat vagy tévéfilm
- Madonna – legjobb idegen nyelvű film
- Melissa McCarthy és Paula Patton – legjobb színésznő, televíziós sorozat (dráma), valamint legjobb televíziós sorozat (dráma)
- Ewan McGregor – Fifti-fifti
- Katharine McPhee és Debra Messing – legjobb színész (televíziós minisorozat vagy tévéfilm)
- Michelle Pfeiffer – Hadak útja
- Freida Pinto – Éjfélkor Párizsban
- Brad Pitt – A hatalom árnyékában
- Sidney Poitier és Helen Mirren – Cecil B. DeMille-életműdíj
- Natalie Portman – legjobb színész (dráma)
- Reese Witherspoon – Utódok